# Малекторович, Виктория Владимировна
Виктория Владимировна Малекторович (укр. Вікторія Володимирівна Малекторович; род. 11 февраля 1972, Енакиево, Донецкая область) — украинская актриса.

## Биография
Родилась 11 февраля 1972 года в городе Енакиево, Донецкая область, Украинская ССР.
Учась в школе занималась в театральной студии при городском Доме культуры.
В 1993 году окончила Киевский государственный институт театрального искусства им. И. Карпенко-Карого (театральный факультет, класс В. И. Зимней).
В 1993—2001 годах — актриса Национального академического драматического театра имени Ивана Франко.
В кино с 1991 года, дебютировав в ещё советском фильме «Круиз, или Разводное путешествие», в 1994 году исполнила главную роль в сериале «Царевна».
В 2002 году вышла замуж за австрийского продюсера Клауса Приднига, с которым познакомились во время работы на фильме «Голубая луна».
Живёт в Санкт-Петербурге, продолжая сниматься в украинских, российских и немецких фильмах и телесериалах.

## Фестивали и награды
- 2000 — II-й Кинофестиваль «Бригантина» — приз «Лучшая женская роль» — за исполнение роли в фильме «Всем привет!».

## Избранная фильмография
Большинство ролей Малекторович обозначены особым духовным аристократизмом и элегантностью стиля; ей одинаково удаются как исторические, костюмные роли, так и образы современных женщин.
- 1991 — Круиз, или Разводное путешествие (СССР) — Голубенко
- 1994 — Царевна (Украина) — Наталка — главная роль
- 1995 — Остров любви (Украина) — паночка
- 1997 — Седьмой маршрут (Украина) — американская туристка
- 1998 — Две луны, три солнца (Украина, Россия) — Рита
- 1998 — Две Юлии (Украина) — Юлия
- 2000 — Всем привет! (Украина) — Антенна
- 2000 — Непокорённый (Украина) — Галина Дидык
- 2001 — Ботинки из Америки (Россия, Германия) — Елена
- 2001 — День рождения Буржуя-2 (Россия, Украина) — Лиза
- 2002 — Голубая луна / Blue Moon (Австрия, Швеция) — Ширли (Дана) / Яна — главная роль
- 2002 — Кукла (Украина)
- 2005 — Гибель империи: 4-я серия «Тезка императора» (Россия) — Ванда
- 2006 — Материнское счастье / Mutterglück (Германия) — Ана Стефанович — главная роль
- 2006 — Угон (Россия) — Алла Анатольевна Зимина, капитан полиции — главная роль
- 2007 — Люблю тебя до смерти (Россия) — Кира Борисовна Локтева / Анна Зимина — главная роль
- 2008 — Работа / Ein Job (Германия) — Виктория — главная роль
- 2011 — Баллада о Бомбере (Украина) — Ванда
- 2011 — Доставить любой ценой (Украина) — Хельга Пеннер, спецагент
- 2013 — Излечить страх (Белоруссия, Украина) — Софья Велецкая
- 2011—2018 — Универ. Новая общага — Светлана Алексеевна Будейко, мама Валентина
- 2015 — Нюхач-2 (Украина) — Ирина Новикова, жена Александра
- 2016 — Анна-детективъ: Фильм № 7 «Бескровная жертва» (Россия, Украина) — Екатерина фон Ромфель
- 2015 — По законам военного времени (Россия, Украина) — Ольга Владимировна Сидоренко, секретарь секретной комиссии при Политбюро ЦК ВКП(б)
- 2016 — Тони Эрдманн / Toni Erdmann (Австрия, Германия) — Наталья
- 2017 — Охота на дьявола (Россия) — Хельга
- 2019 — Шпион №1 (Россия) — Рейли, спецагент
- 2018 — Мост (Россия) — Ольга Новикова жена Вадима
- 2020—2023 — Свои, телесериал, сезоны 3-6 (Россия) — Инга Жданова, судмедэксперт — главная роль